# دیتر ناسینگ
دیتر ناسینگ (انگلیسی: Dieter Nüssing؛ زادهٔ ۱۵ اوت ۱۹۴۹) بازیکن فوتبال اهل آلمان است.
از باشگاه‌هایی که در آن بازی کرده‌است می‌توان به باشگاه فوتبال هرتابرلین، باشگاه فوتبال نورنبرگ، و باشگاه فوتبال لشو دو فوند اشاره کرد.